# 莱日卡普费雷
莱日卡普费雷（法語：Lège-Cap-Ferret，法語發音：[lɛʒ kap fɛʁɛ]）是法国吉伦特省的一个市镇，位于该省西南部，大西洋和阿卡雄湾之间的半岛上，属于阿卡雄区。

## 地名
“卡普费雷”（Cap Ferret）指的是费雷角。

## 地理
莱日卡普费雷（44°47'35"N, 1°8'47"W）面积93.62 平方千米，位于法国新阿基坦大区吉倫特省，该省份为法国西南部沿海省份，是法國本土面积最大的省，北起滨海夏朗德省，西临大西洋，南至朗德省，东南接洛特-加龍省，东临多爾多涅省。
与莱日卡普费雷接壤的市镇（或旧市镇、城区）包括：阿卡雄、阿雷斯、拉泰斯特德比什、勒波日。
莱日卡普费雷的时区为UTC+01:00、UTC+02:00（夏令时）。

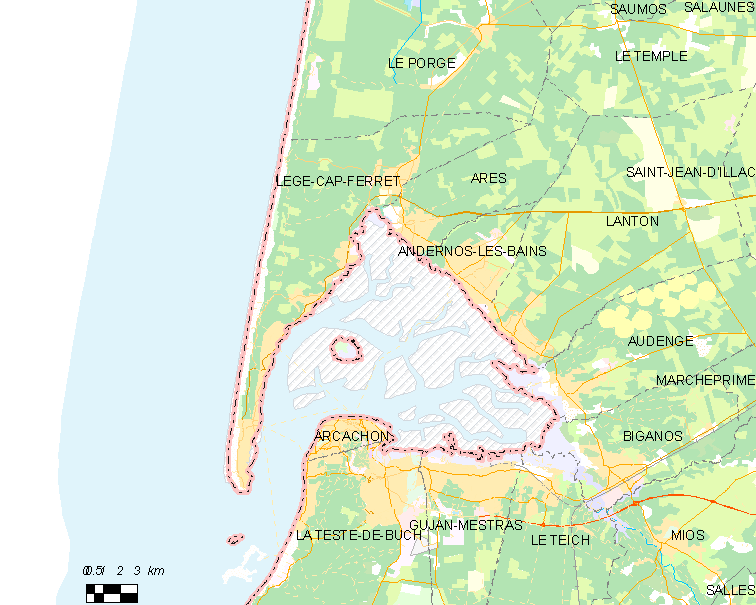
莱日卡普费雷的OSM定位图

## 行政
莱日卡普费雷的邮政编码为33950、33970，INSEE市镇编码为33236。

## 政治
莱日卡普费雷所属的省级选区为昂代诺斯莱班县。

## 交通
吉伦特省省道D3线和D106线经过境内。

## 人口

1962-2008年间莱日卡普费雷人口变化图示

莱日卡普费雷于2022年1月1日时的人口数量为8051人。